# Caproni Ca.73
Le Caproni Ca.73 est un bombardier biplan italien de la Première Guerre mondiale.

## Histoire
Le Caproni Ca.73 fut conçu, à l'origine, pour être un avion de transport civil d'une capacité de 10 passagers et 2 membres d'équipage. Le projet a été conduit à partir de 1922 par l'ingénieur Rodolfo Verduzio, avec la collaboration de Umberto Nobile. Ce fut un des premiers avions italiens à structure entièrement métallique.
La configuration de l'avion est un sesquiplan inversé, dont l'aile supérieure de 18 m de longueur ne comporte aucun aileron. Dans sa version de base, il était équipé de 2 moteurs à 6 cylindres en ligne Lorraine-Dietrich de 400 ch placés en tandem, sans capotage, entre les deux ailes.
Lors de sa transformation en avion militaire, les moteurs furent remplacés par des Isotta Fraschini Asso 500, des blocs à pistons V12 développant 500 ch chacun.

## Les variantes
Ca.73
première version en production de série avec des moteurs Isotta-Fraschini Asso 500.
Ca.73bis
version avec des moteurs Lorraine-Dietrich 12 Db de 400 ch - 294 kW.
Ca.73ter
version militaire bombardier aussi appelée Ca.82.
Ca.73quarter
version militaire bombardier aussi appelée Ca.88.
Ca.73quarterG
version militaire bombardier aussi appelée Ca.89.
Ca.74
version équipée de moteurs en étoile Bristol Jupiter de 400 ch, appelée à l'origine Ca.80.
Ca.80S
version ambulance.
Ca.88 / Ca.89
développements caractérisés par des modifications apportées au fuselage, comme l'installation d'une tourelle ventrale.

## Utilisateurs
Italie
- Regia Aeronautica